# 布魯斯特 (警犬)
布魯斯特（英語：Brewster，？年－2017年）是英國的一隻警犬，犬種為史賓格犬，2005年至2016年間共服役長達十一年，被媒體稱為英國服役時間最長的警犬。

## 生平
出生於北約克郡。其雙眼顏色各不同，為一棕一藍。自2005年8月起開始服役，在貝德福德郡、劍橋郡和赫特福德郡警犬隊工作，領犬員為戴夫·珀特（Dave Pert）。
2016年1月退役，結束了長達十一年的工作生涯。2017年病逝。